# José García Molina
José García Molina (Barcelona, 29 de diciembre de 1969) es un político y profesor universitario español. Ejerció el cargo de vicepresidente segundo de la Junta de Comunidades de Castilla-La Mancha entre 2017 y 2019 en el primer Gobierno de García-Page y fue secretario general de Podemos Castilla-La Mancha entre 2015 y 2019.

## Biografía
Nació en Barcelona el 29 de diciembre de 1969. Trabajó como educador social en centros residenciales de protección a la infancia entre 1989 y 1998, año en el que se trasladó a Talavera de la Reina para trabajar como profesor de educación social en la Universidad de Castilla-La Mancha.
Miembro de Podemos que en febrero de 2015 había sido elegido en primarias secretario general de la formación en Castilla-La Mancha apoyado por la corriente «Claro que Podemos», se convirtió en abril de ese año en el candidato del partido a la presidencia de la Junta para las elecciones autonómicas de mayo.
Tras negociar un acuerdo con el PSOE y alcanzar un pacto para la aprobación de los presupuestos y el acceso al gobierno de la Junta de Comunidades de Castilla-La Mancha, se anunció que asumiría la vicepresidencia segunda del gobierno regional sin atribuciones. Tomó posesión en el cargo el 10 de agosto de 2017, tras ser firmados los decretos el día anterior, y finalizó el 29 de mayo de 2019. Tras no lograr representación en las Cortes en las elecciones autonómicas de 2019 presentó su dimisión, siendo sustituido como líder de Podemos en Castilla-La Mancha en 2020 por José Luis García Gascón.